# شتدسدورف
شتدسدورف (به آلمانی: Stedesdorf) یک شهر در آلمان است که در ویتموند در ایالت نیدرزاکسن واقع شده‌است. شتدسدورف ۱٬۶۶۴ نفر جمعیت دارد.